# Glenea parexculta
Glenea parexculta é uma espécie de escaravelho da família Cerambycidae. Foi descrita por Stephan von Breuning em 1980.